# سلافونيا

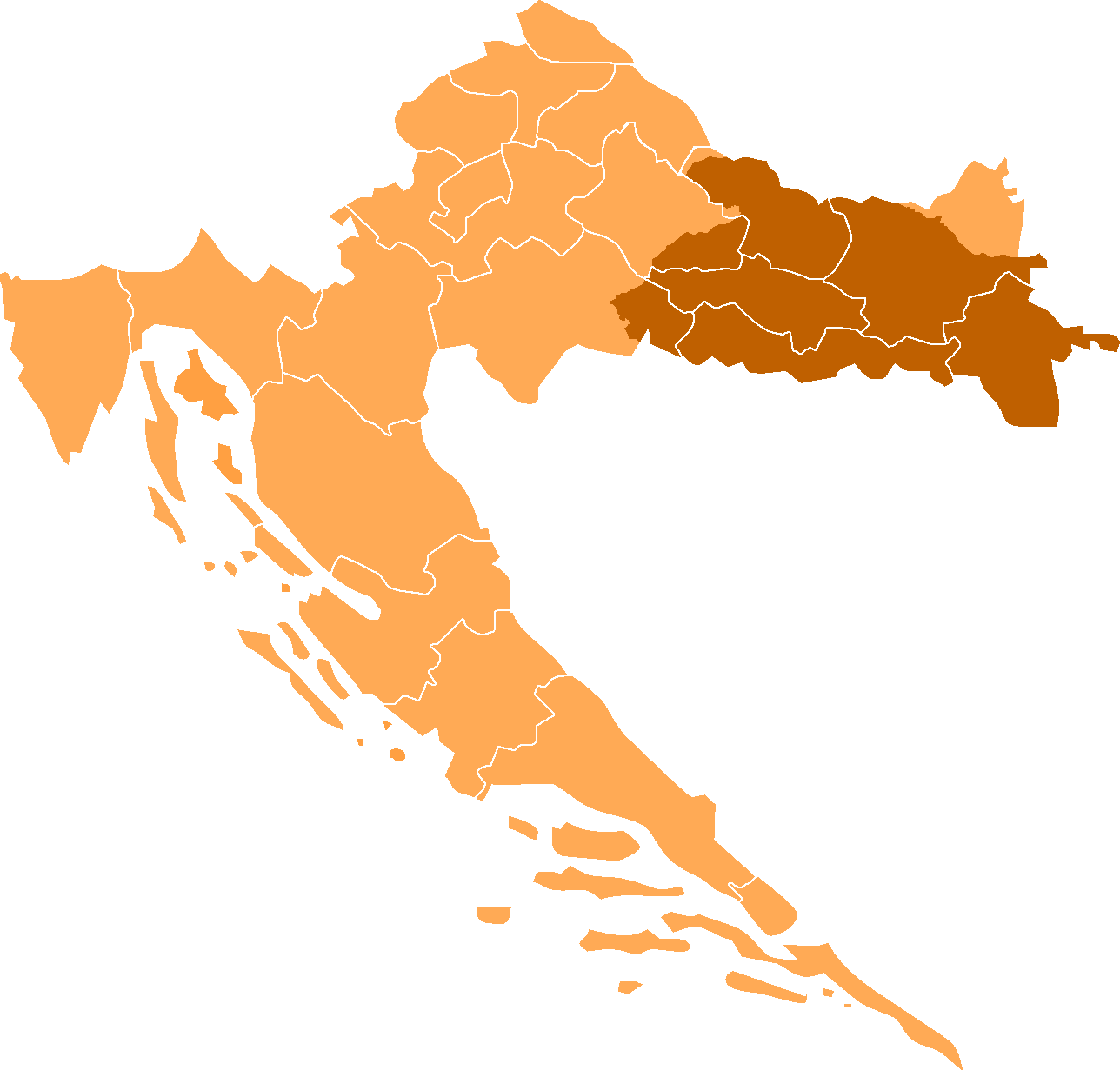
خارطة سلافونيا ضمن كرواتيا

إسقلونية أو سلاڤونيا (بالكرواتية والصربية والبوسنية: Slavonija) منطقة جغرافية وتاريخية تقع في شرق كرواتيا. يحدها نهر الدرافا في الشمال والسافا في الجنوب والدانوب في الشرق. وهي معروفة بغاباتها وأراضيها الزراعية الهامة.
تقع سلافونيا في عدة دول مثل كرواتيا، صربيا، هنغاريا، والبوسنة ويوغوسلافيا مشكلة مجموع سكاني يقارب ال 891,259 نسمة حسب إحصائيات عام 2001.
معظم سكانها من الكروات ويشكل الصرب أقلية فيها بالإضافة إلى بعض الأقليات الأخرى.
أشهر مدنها أوسييك، سلافونسكي برود، فينكوفتسي، فوكوفار، داكوفو، فيروفيتيتسا، ناشيتسه.